# Bedicella
Bedicella – rodzaj stawonogów z wymarłej gromady trylobitów, z rzędu Proetida.
Żył w okresie karbonu i permu (kasimow - sakmar).